# Veggie Pride

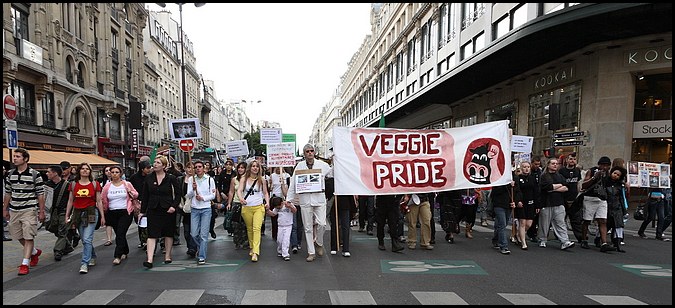
Veggie Pride de 2008 a París

La Veggie Pride és un esdeveniment internacional que celebra i promou el vegetarianisme i el veganisme.
Es realitza anualment a París des de 2001, si bé després ha estat emulat a altres ciutats del món. Porta juntament a vegetarians i vegans a mostrar el seu orgull a refusar menjar animals i denunciar la discriminació que sofreixen, tant personalment com en termes d'expressar les seves idees. La Veggie Pride té la intenció d'encoratjar els vegetarians a afirmar les seves conviccions i portar la societat a acceptar el debat sobre la legitimació del consum d'animals.
El primer Veggie Pride italià va ser realitzat a Roma el 17 de maig de 2008 i hi varen acudir unes 700 persones. En 2009, la Veggie Pride va ser realitzada el 16 de maig simultàniament a Birmingham, Lió, Milà i Praga.

## Veggie Pride Parades

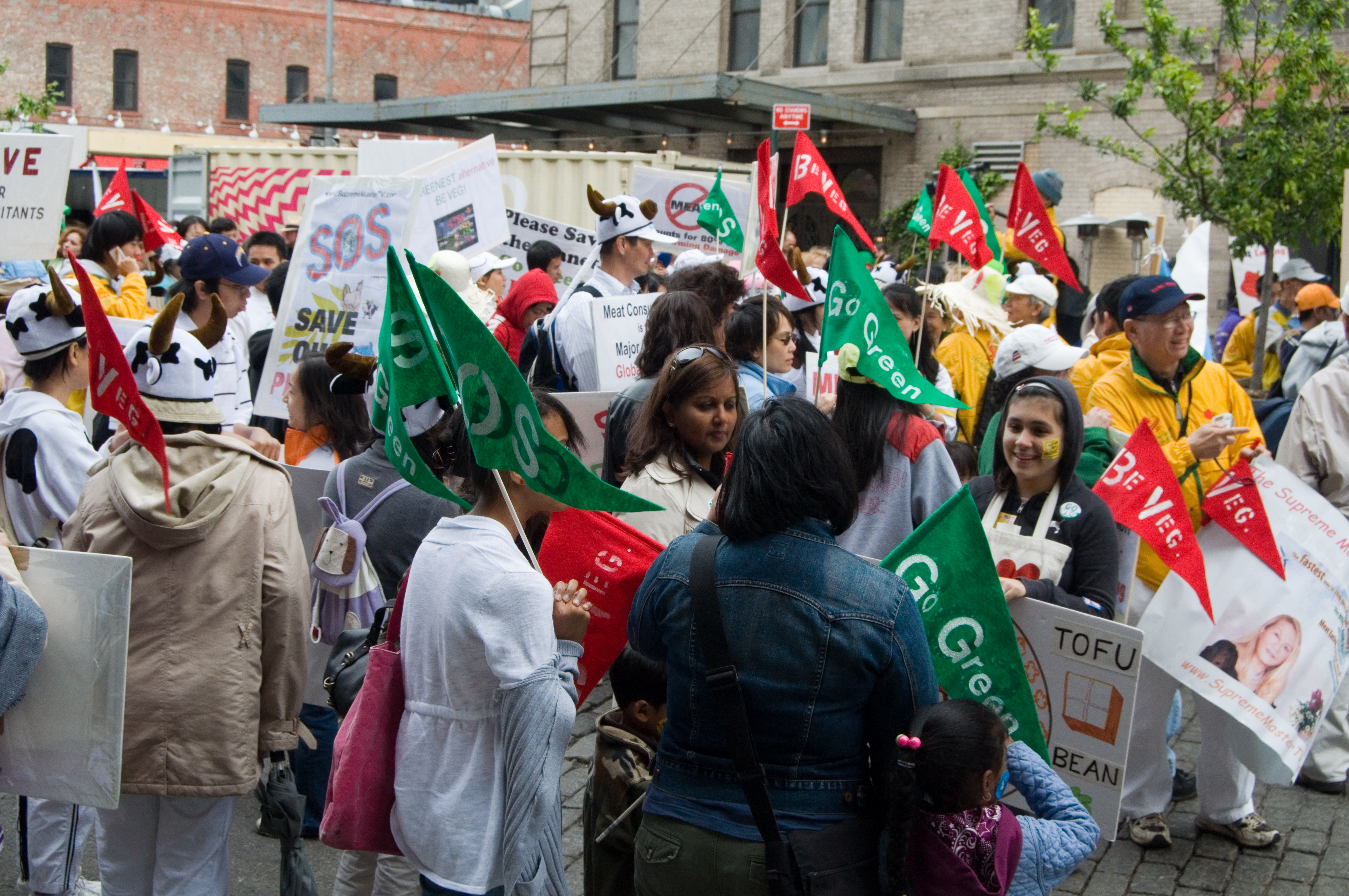
Veggie Pride Parade de 2009 a Nova York

La primera Veggie Pride Parade (desfilada Veggie Pride) estatunidenca es va celebrar el 2008 a Manhattan, Nova York i hi varen assistir també diversos centenars de vegetarians o vegans.
El 26 d'abril de 2009 es va celebrar a Los Angeles la Los Angeles Veggie Pride Parade, que va tenir Rory Freedman, autora de Skinny Bitch, i Karen Dawn, autora de Thanking the Monkey: Rethinking the Way We Treat Animals com a oradors invitats. El 17 de maig del mateix any va ser celebrada a Nova York la Veggie Pride Parade, a la que varen assistir John Phillips, director executiu de la New York League of Humane Voters, Freya Dinshah, director de la American Vegan Society, el membre del consell de Queens Tony Avella i el candidat a mayoral de la ciutat de Nova York, Paul Shapiro, director de les campanyes sobre granges factoria de la Humane Society of the United States (HSUS) i Christine Vardaros, atleta vegana, entre d'altres.